# Tropidophorus mocquardi
Tropidophorus mocquardi är en ödleart som beskrevs av  George Albert Boulenger 1894. Tropidophorus mocquardi ingår i släktet Tropidophorus och familjen skinkar. IUCN kategoriserar arten globalt som livskraftig. Inga underarter finns listade i Catalogue of Life.